# 内陆帝国

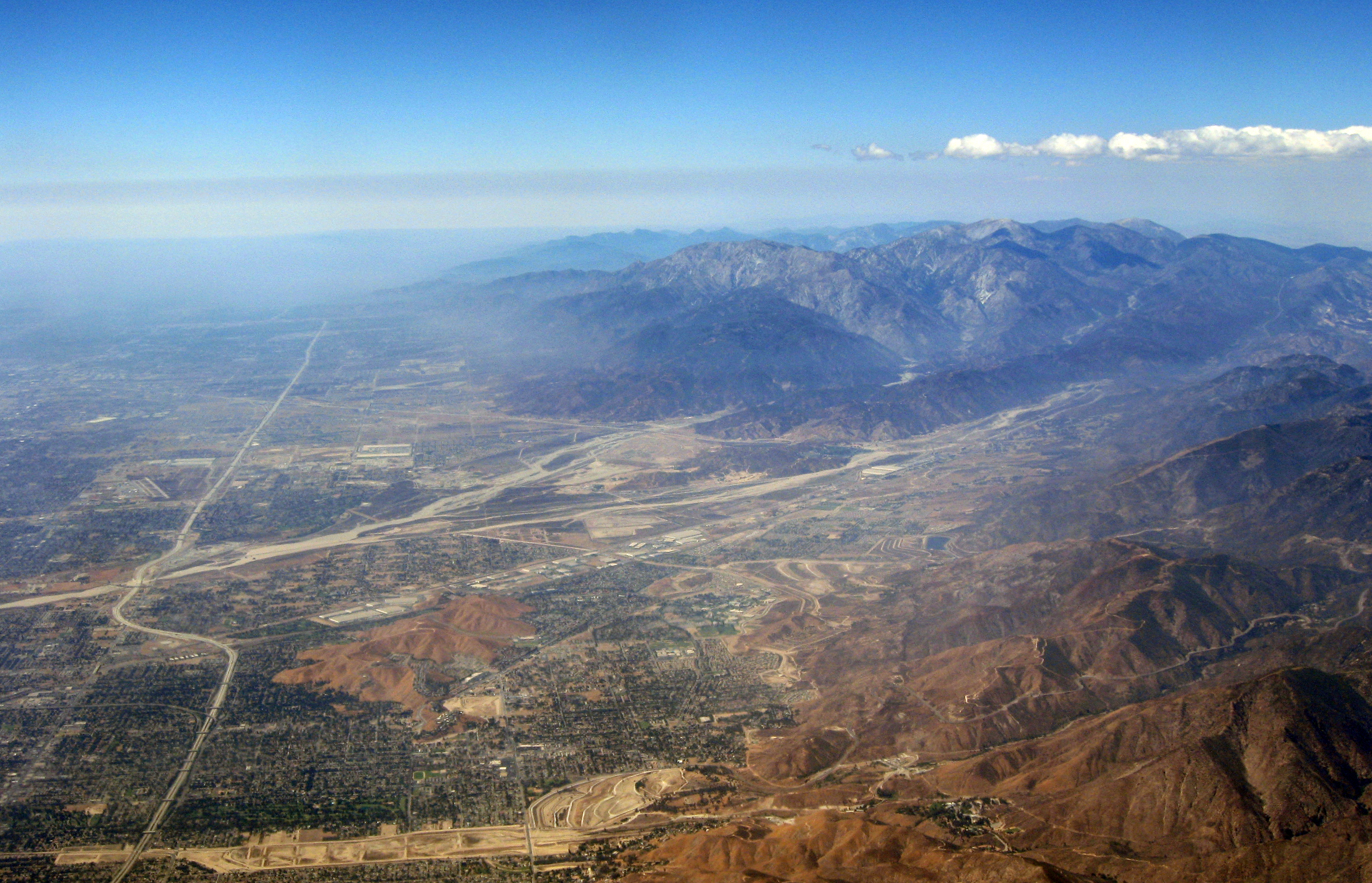
俯望聖博納迪諾郡

內陸帝國（英語：Inland Empire，当地简称I.E.，中國來的華人時称「愛伊」或「埃伊」），美國人口調查局所使用的官方稱呼為河濱－聖貝納迪諾－安大略都會區（Riverside-San Bernardino-Ontario metropolitan area），是美国南加州的一个都会区。位于洛杉矶以东，其範圍大致涵蓋了河濱郡與聖博納迪諾郡，面积约27,000平方英里（70,000平方公里）。
按照美国人口普查的统计数字，该地区约有人口四百万，为全美第12大、加州第3大都会区。美国在進行人口统计时通常把该地区与隔鄰的洛杉矶都会区（Los Angeles metropolitan area）合起来统称为“大洛杉矶地区”（Greater Los Angeles Area）。